# Pokojovice
Pokojovice jsou obec v okrese Třebíč v Kraji Vysočina. Žije zde 114 obyvatel. Obcí protéká Stařečský potok.
Sousedními obcemi sídla jsou Chlístov, Heraltice, Hvězdoňovice, Okříšky, Předín a Markvartice. Katastrální území obce též zahrnuje jihozápadní část osady Loudilka a malou část osady Podheraltice.

## Geografie
Ze severu na jih vede přes západní část území obce silnice z Heraltic, přes Podheraltice do Chlístova, východně z této silnice vychází silnice přes zastavěné území obce do Hvězdoňovic a severovýchodně se pak odpojuje silnice do Loudilky a Okříšek. Přes území obce vede cyklostezka 5217, z ní vychází cyklostezka 5212, ta pak vede dále východně. Přes zastavěné území obce vede zelená turistická stezka.
Severní část území obce je využívána zemědělsky, jižní část přiléhající k zastavěnému území obce je zalesněna a svažitá, stejně tak jako další oblasti na jižním okraji území obce. Západní okraj území obce je také zalesněn. Na východním okraji zastavěného území obce se nachází areál farmy. 
Asi kilometr západně od území obce pramení nedaleko Heraltic Stařečský potok, ten pak protéká Podheralticemi a pak přitéká na území obce a přes malou kaskádu rybníků teče dál východně přes zastavěné území obce a rybníky Horní a Dolní, pak teče dál východně a asi po 10 km ústí v Třebíči do řeky Jihlavy. Asi 2 km jižně od území pramení Chlístovský potok, ten pak tvoří jihovýchodní hranici území obce a na hranici se pak vlévá do Stařečského potoka. Severní hranici u osady Loudilka tvoří nepojmenovaný potok, ten protéká přes nepojmenovaný rybník a dále pokračuje východně a pak se po několika kilometrech vlévá do Steklého rybníka u Hvězdoňovic.
Území obce je poměrně kopcovité, nadmořská výška se pohybuje od cca 500 metrů nad mořem v údolí Stařečského potoka až po cca 580 metrů u severního okraje území obce. Jižní část je kopcovitá, je tvořena hřbetem s několika vrcholy s výškou kolem 570 metrů nad mořem. Na severním okraji se nachází kopec Šibeník (578 m). 
Zastavěné území obce se nachází na jižním okraji území obce a je poměrně dlouhé, těsně za východním okrajem zastavěného území obce se nachází osamocený dům u farmy, na severním okraji se nachází část osady Loudilka, která z větší části spadá pod Okříšky, ale částečně i pod Pokojovice, podobně to je i s osadou Podheraltice, která se nachází na západním okraji území obce, několik domů této osady se nachází na území obce Pokojovice, severní část pak patří pod Heraltice.

## Historie
První písemná zmínka o obci pochází z roku 1190 (Opoyovici), Pokojovice byly mezi prvními majetky kláštera v Louce u Znojma, ale v roce 1327 byly zaměněny s pány z Heraltic za Načeratice.
Jan z Heraltic v roce 1386 prodal Filipovi z Lechovic Pokojovice, Heraltice, Zašovice a Rokytnici, ale to napadl opat kláštera v Louce. Ve smlouvě o záměně za Načeratice byl dodatek o tom, že pokud rod pánů z Heraltic vymře, tak se zaměněné vesnice vrátí do majetku kláštera. Nakonec o sporu rozhodoval až papežský stolec, který výsledky zjištění adresoval arcibiskupovi pražskému. Nakonec se po dlouhém sporu v roce 1392 vrátily Rokytnice a Pokojovice do majetku kláštera v Louce, kdy opat kláštera byl nucen vyplatit tehdejší majitele – pány z Heraltic.
Až v roce 1539 byly prodány opatem kláštera Pokojovice a Rokytnice Václavovi Chroustenskému z Malovar, ale prodej byl jako neoprávněný zrušen a tak se opět vrátily vesnice do majetku kláštera. V roce 1663 byly obě vesnice prodány Danielovi Pachtovi z Rájova, který obě vesnice prodal dál. Pokojovice prodal Jindřichovi Slavíkovcovi ze Slavíkova a ten je záhy prodal Adamovi Ladislavovi z Volešničky. V roce 1682 odkoupila Pokojovice Anna Alžběta Věžníková a tím vesnici připojila k okříšskému panství.
V roce 1706 byly Okříšky prodány Norbertovi Lvovi Hochovi a v roce 1741 pak jeho syn prodal Okříšky a Pokojovice Karlovi Heřmanskému z Heldenherzu. V roce 1751 pak zakoupil Okříšky a Pokojovice hrabě Tomaš Vinciguerra Collalto a vesnice se tak staly součástí brtnického panství.
V roce 2023 bylo oznámeno, že na území obce vznikne úpravna vody, která bude napojena na nové vrty v heraltických lesích, tj. vznikne lepší zdroj vody pro Třebíč.

## Obyvatelstvo
| Rok            | 1869 | 1880 | 1890 | 1900 | 1910 | 1921 | 1930 | 1950 | 1961 | 1970 | 1980 | 1991 | 2001 | 2011 | 2021 |
| -------------- | ---- | ---- | ---- | ---- | ---- | ---- | ---- | ---- | ---- | ---- | ---- | ---- | ---- | ---- | ---- |
| Počet obyvatel | 239  | 228  | 204  | 229  | 202  | 219  | 193  | 188  | 168  | 152  | 116  | 81   | 85   | 94   | 113  |
| Počet domů     | 37   | 39   | 38   | 38   | 38   | 39   | 39   | 47   | 43   | 42   | 37   | 34   | 37   | 42   | 47   |

## Obecní správa
Do roku 1849 patřily Pokojovice do brtnického panství, od roku 1850 patřily do okresu Jihlava, pak od roku 1855 do okresu Třebíč. Mezi lety 1850 a 1919 patřily Pokojovice pod Heraltice, mezi lety 1961 a 1980 byla obec začleněna opět pod Heraltice a mezi lety 1980 a 1990 byla obec začleněna pod Okříšky, následně se obec osamostatnila.

### Obecní symboly
Znak a vlajka byly obci uděleny rozhodnutím předsedkyně Poslanecké sněmovny Parlamentu České republiky dne 13. května 2022.

## Politika
Do roku 2014 zastával funkci starosty Libor Pekárek, od roku 2014 vykonává funkci starosty Aleš Bárta.

### Volby do Poslanecké sněmovny
|       | 2006              | 2010              | 2013              | 2017              | 2021                  |
| ----- | ----------------- | ----------------- | ----------------- | ----------------- | --------------------- |
| 1.    | ČSSD (34,78 %)    | ČSSD (29,03 %)    | KSČM (27,41 %)    | ANO (26,08 %)     | ANO (34,17 %)         |
| 2.    | ODS (26,08 %)     | KSČM (20,96 %)    | ČSSD (25,8 %)     | KDU-ČSL (15,94 %) | SPOLU (21,51 %)       |
| 3.    | KSČM (20,28 %)    | ODS (17,74 %)     | KDU-ČSL (16,12 %) | KSČM (13,04 %)    | Piráti+STAN (13,92 %) |
| účast | 86,42 % (70 z 81) | 82,67 % (62 z 75) | 81,58 % (62 z 76) | 83,13 % (69 z 83) | 84,04 % (79 z 94)     |

### Volby do krajského zastupitelstva
|      | 1.                 | 2.                       | 3.                   | účast             |
| ---- | ------------------ | ------------------------ | -------------------- | ----------------- |
| 2000 | 4KOALICE (27,27 %) | KSČM (21,21 %)           | ODS (18,18 %)        | 45,21 % (33 z 73) |
| 2004 | ODS (27,08 %)      | KSČM (18,75 %)           | ČSSD (16,66 %)       | 63,63 % (49 z 77) |
| 2008 | ČSSD (32,6 %)      | ODS (23,91 %)            | KSČM (19,56 %)       | 61,33 % (46 z 75) |
| 2012 | ČSSD (38,46 %)     | KSČM (28,84 %)           | KDU-ČSL (13,46 %)    | 68,83 % (53 z 77) |
| 2016 | ČSSD (28 %)        | ANO 2011 (26 %)          | KDU-ČSL (16 %)       | 62,5 % (50 z 80)  |
| 2020 | ANO (24,07 %)      | STAN+SNK ED (20,37 %)    | KDU-ČSL (12,96 %)    | 58,7 % (54 z 92)  |
| 2024 | ANO (46,42 %)      | ODS+TOP 09+STO (14,28 %) | STAN+SNK ED (8,92 %) | 58,95 % (56 z 95) |

### Prezidentské volby
V prvním kole prezidentských voleb v roce 2013 první místo obsadil Miloš Zeman (24 hlasů), druhé místo obsadil Jiří Dienstbier (14 hlasů) a třetí místo obsadil Jan Fischer (8 hlasů). Volební účast byla 87,84 %, tj. 65 ze 74 oprávněných voličů. V druhém kole prezidentských voleb v roce 2013 první místo obsadil Miloš Zeman (45 hlasů) a druhé místo obsadil Karel Schwarzenberg (18 hlasů). Volební účast byla 85,33 %, tj. 64 ze 75 oprávněných voličů.
V prvním kole prezidentských voleb v roce 2018 první místo obsadil Miloš Zeman (36 hlasů), druhé místo obsadil Jiří Drahoš (22 hlasů) a třetí místo obsadil Michal Horáček (7 hlasů). Volební účast byla 86,75 %, tj. 72 ze 83 oprávněných voličů. V druhém kole prezidentských voleb v roce 2018 první místo obsadil Miloš Zeman (46 hlasů) a druhé místo obsadil Jiří Drahoš (26 hlasů). Volební účast byla 86,75 %, tj. 72 ze 83 oprávněných voličů.
V prvním kole prezidentských voleb v roce 2023 první místo obsadil Andrej Babiš (39 hlasů), druhé místo obsadil Petr Pavel (26 hlasů) a třetí místo obsadila Danuše Nerudová (7 hlasů). Volební účast byla 83,33 %, tj. 80 ze 96 oprávněných voličů. V druhém kole prezidentských voleb v roce 2023 první místo obsadil Petr Pavel (44 hlasů) a druhé místo obsadil Andrej Babiš (42 hlasů). Volební účast byla 89,58 %, tj. 86 ze 96 oprávněných voličů.

## Pamětihodnosti
- Venkovská usedlost čp. 1 – památková ochrana byla v roce 2014 zrušena

## Turistika
Obcí probíhají cyklotrasy 5217 a 5212.

## Osobnosti
- Josef Havlíček (1880–1960), kameník